# Cry Tuff Dub Encounter Part 2
Cry Tuff Dub Encounter Part 2 je reggae album Princa Fara I iz leta 1979.

## Seznam pesmi
| Št.             | Naslov          | Dolžina |
| --------------- | --------------- | ------- |
| 1.              | „Suru-Lere Dub‟ | 3:30    |
| 2.              | „Anambra Dub‟   | 2:35    |
| 3.              | „Kaduna Dub‟    | 3:10    |
| 4.              | „Oyo Dub‟       | 3:42    |
| 5.              | „Borno Dub‟     | 2:55    |
| 6.              | „Ogun Dub‟      | 4:00    |
| 7.              | „Bendel Dub‟    | 3:10    |
| 8.              | „Ondo Dub‟      | 2:55    |
| 9.              | „Gongola Dub‟   | 2:35    |
| Skupna dolžina: | Skupna dolžina: | 28:32   |